# Назаров, Фёдор Дмитриевич
Назаров Фёдор Дмитриевич (1884 — 17 июня 1930) — русский офицер из донских казаков. Участник первой мировой и гражданской войн. После 1920 года в эмиграции.

## Биография
Родился с казачьей семье в станице Ново-Николаевской, Таганрогского округа, ВВД, в семье рыбопромышленника Д. И. Назарова. Закончил прогимназию и учительскую семинарию, после чего с 1910 по 1915 год был учителем в станицах Дона.
В начале 1915 года был мобилизован и отправлен в Новочеркасское казачье военное училище, которое закончил в августе 1915 в чине прапорщика. Был назначен в 7-й Донской казачий полк.
Пробыв на фронте до середины лета 1917, хорунжий Назаров был избран делегатом от полка на Общеказачий Фронтовой съезд, который проходил в Киеве. На съезде его избрали председателем. С переездом Общеказачьего Фронтового Съезда с Киева в Новочеркасск, на Дону Назаров принял активное участие в событиях которые там происходили.  Назаров как депутат Войскового круга первым высказался с предложением предоставления не-казачьему населению возможность и право переходить в казачество.
Он был одним из первых, кто встал под командование атамана Каледина, и сражался в его частях с рабочими дружинами Донбасса в конце 1917. Во время этих боев он был ранен в правую руку. С занятием Ростова-на-Дону, Назаров получил разрешение от Каледина на формирование казачьего партизанского отряда из офицеров 7-го Донского казачьего полка. Позже в его подчинение вошла конная партизанская батарея под командованием есаула Неживова. Во время боев за Ростов и Новочеркасск прикрывал город с запада. В начале февраля 1918 под своим командованием у него были боевые дружины станиц: Александровская, Аксакайская, Гниловсая, Ольгинская.
Со своим конным партизанским отрядом Назаров совершил Степной поход.
После похода его повысили с чина сотника в чин есаула. Назаров был назначен командиром 42-го Донского казачьего конного полка, во главе с которым, сражался против рудничных партизан и частей красной гвардии в Донбассе в конце 1918 - начале 1919 года, потом уже на Украине.
При всеобщем отступлении в 1919 году попал в Польшу, из которой перебрался в Крым. Там присоединился к Русской армии генерала Врангеля. Возглавил десант, высаженный 6 июля 1920 года у Кривой косы под Мариуполем с целью поднять восстание донских казаков в тылу у красных. Однако десант был разгромлен красными, а чудом оставшийся в живых после ряда приключений Назаров (он даже по подложным документам был мобилизован красными в караульный батальон РККА) нелегально пробрался обратно в Крым. После поражения Врангеля в Крыму в начале декабря 1920 года эмигрировал в Болгарию.
В Болгарии занимался сельским хозяйством, на купленных землях организовал казачью эмигрантскую станичную артель. В 1922 году уехал на Дальний Восток, где вступил в антисоветскую офицерскую организацию и участвовал в боевых акциях против СССР на советско-китайской границе. Так, в 1929 году с своим отрядом дважды пытался прорваться из Маньчжурии на советскую территорию, но в первом рейде в июле отряд был встречен на границе огнём пограничников и отступил, а во втором в августе на территории СССР окружён частями ОГПУ и понёс большие потери. 
В новом налёте на советскую территорию в сентябре 1930 года его отряд был разгромлен у станции Пограничной, а сам Назаров застрелился (по другим данным, это произошло ещё в 1928 году).